# 甲府地方気象台
甲府地方気象台（こうふちほうきしょうだい）は、山梨県甲府市飯田にある地方気象台。山梨県全域を管轄とする。

## 概要
東京管区気象台の管轄下にあり、地上気象観測・地域気象観測（アメダス）・生物季節観測等の気象観測業務、天気予報及び警報・注意報の発表等の予報業務、山梨県内の地震活動に関する地震防災業務、富士山を対象とする火山防災業務、並びに必要な調査や広報等を行っている。
全国ニュース等で報じられる富士山の初冠雪は、同気象台より職員が目視で観測したものである。譬え静岡県側が冠雪したとしても、甲府から見えなければ初冠雪とはされない。同気象台では甲斐駒ヶ岳の初冠雪も観測している。1980年から2010年までの初冠雪の平年値は、富士山が9月30日、甲斐駒ヶ岳が10月27日である。

## 沿革
- 1894年（明治27年）8月 - 甲府市西青沼（現在の宝地区）に県の機関、甲府測候所として創立。
- 1938年（昭和13年） - 国の機関に移管。
- 1945年（昭和20年）7月7日 - 甲府空襲により、庁舎・附属舎が全焼（この時は同市の伊勢地区に所在）。
- 1951年（昭和26年）11月 - 現所在地（甲府市飯田）に移転。
- 1957年（昭和32年）9月 - 甲府地方気象台に昇格。
- 1993年（平成5年）3月 - 新庁舎竣工。

## 位置情報
- 山梨県甲府市飯田4丁目7-29
- 甲府駅より約1.5km西方の住宅地にあり、標高273mに位置する。

## 主な観測史上記録
- 日降水量 244.5mm（1945年10月5日）
- 日最大1時間降水量 78.0mm（2004年8月7日）
- 日最大10分間降水量 28.0mm（2016年8月1日）
- 月最大24時間降水量 294.5mm（2000年9月11日）
- 日最高気温の高い方から 40.7℃（2013年8月10日）日本歴代第5位（2013年8月現在）
- 日最高気温の低い方から 氷点下2.5℃（1936年1月25日）
- 日最低気温の低い方から 氷点下19.5℃（1921年1月16日）
- 日最低気温の高い方から 27.4℃（2013年8月11日）
- 最小相対湿度 3%（2009年2月12日）
- 最大瞬間風速 43.2m/s（1959年8月14日）
- 最深積雪量 114cm（2014年2月15日）